# Saraykent
Saraykent ist eine Stadt und Hauptort des gleichnamigen Landkreises in der türkischen Provinz Yozgat. Der Ort liegt etwa 60 Kilometer östlich der Provinzhauptstadt Yozgat. Der Ort hieß bis 1974 Karamağara. und wurde (laut Stadtsiegel) 1972 in den Rang einer Belediye (Gemeinde) erhoben.

## Landkreis
Der Landkreis liegt im östlichen Zentrum der Provinz. Er grenzt im Nordwesten an den Kreis Çekerek, im Norden an den Kreis Kadışehri, im Osten an den Kreis Akdağmadeni, im Süden an den Kreis Sarıkaya sowie im Südwesten und Westen an den Kreis Sorgun. Die Stadt und den Landkreis durchquert von Westen nach Osten die Europastraße 88, die von Ankara im Westen über Yozgat kommend im Osten nach Sivas führt. Die Nordgrenze des Kreises folgt etwa dem Fluss Çekerek Çayı. In diesen mündet der Saray Deresi, der im Süden des Landkreises entspringt. Etwa sechs Kilometer südwestlich der Kreisstadt liegt der See Altınsu Göleti

Während eines Erdbebens in der Region 1941 verloren viele Menschen ihr Leben.
Der kleine Landkreis entstand 1990 durch das Gesetz Nr. 3644. Bis dahin gehörten die neun Ortschaften zum Bucak Karamağara im westlichen Teil des Kreises Akdağmadeni.
Ende 2020 bestand der Landkreis Saraykent neben der Kreisstadt (46,4 % der Kreisbevölkerung) aus zwei weiteren Belediye: Dedefakılı (1471) und Ozan (1566 Einw.). Des Weiteren gehörten noch 14 Dörfer (Köy) mit durchschnittlich 267 Bewohnern zum Kreis. Die Skala der Einwohnerzahlen reichte hierbei von 581 (Çiçekli) bis 48. Fünf Dörfer hatten mehr als der Durchschnitt Einwohner. Der Anteil der ruralen (ländlichen) Bevölkerung betrug Ende 2018 29,6 Prozent. Die Bevölkerungsdichte (39,7 Einw. je km²) lag über dem Provinzwert.